# Collocalia
Collocalia és un gènere d'ocells de la família dels apòdids (Apodidae). Aquestes salanganes habiten en la península de Malaca i les illes d'Indonèsia i Filipines.

## Llista d'espècies
Aquest gènere està format per 11 espècies:
- Collocalia esculenta - salangana lluenta.
- Collocalia affinis - salangana de dits emplomallats (Plume-toed Swiftlet).
- Collocalia isonota - salangana de les crestes (Ridgetop Swiftlet).
- Collocalia marginata - salangana de carpó gris (Grey-rumped Swiftlet).
- Collocalia natalis - salangana de Christmas (Christmas Swiftlet).
- Collocalia neglecta - salangana modesta (Drab Swiftlet).
- Collocalia sumbawae - salangana de Tenggara (Tenggara Swiftlet).
- Collocalia uropygialis - salangana setinada (Satin Swiftlet).
- Collocalia linchi - salangana linxi.
- Collocalia dodgei - salangana de Borneo (Bornean Swiftlet).
- Collocalia troglodytes - salangana menuda.